# Templo de Trujillo (Perú)
El Templo de Trujillo, Perú, es uno de los templos construidos y operados por la Iglesia de Jesucristo de los Santos de los Últimos Días ubicado en la ciudad de Trujillo, Perú. Fue dedicado el domingo 21 de junio de 2015 por el segundo consejero de la Primera Presidencia Dieter F. Uchtdorf en tres sesiones transmitidas a nivel de estaca en todo el país. Fue anunciado por la Primera Presidencia el 13 de diciembre de 2008.
Este es el segundo templo en funcionamiento del Perú y el 17.º en Suramérica. Se prevé que está disponible para 88 000 miembros aproximadamente en el país. El programa de puertas abiertas que se realizó el 8 de mayo hasta el sábado 30 de mayo de 2015 (excepto los domingos 10 de mayo, 17 y 24) asistieron más de 91 mil personas de diferentes creencias religiosas y edades, también grandes líderes políticos nacionales y de la región. El sábado 20 de junio de 2015 se realizó la celebración cultural donde participaron elencos artísticos de la iglesia, presentando temas musicales, danza típicas y escena teatral, fue presidido por el presidente Uchtdorf acompañado del Élder David A. Bednar (del Quorum de los doce apóstoles) y la presidencia del Área Sudamérica Noroeste conformada por el presidente Juan A. Uceda y sus consejeros Élder W. Christopher Waddell y Élder Carlos A. Godoy, todos con sus respectivas esposas; asistieron 5 000 personas que presenciaron en vivo el evento y miles más lo vieron por transmisión satelital en diferentes centros de reuniones de la iglesia del país y por la página oficial del Área Sudamérica Noroeste vía streaming, los líderes invitaron asistir constantemente al templo, a las clases de instituto de religión y leer el folleto "Para la fortaleza de la Juventud". Fue un evento histórico para muchos peruanos.
El presidente Uchtdorf dijo que el Día del Padre era el momento perfecto para dedicar el nuevo templo. «Se nos ha dicho que debemos celebrar, honrar y adorar a nuestro Padre Celestial, y hoy es el Día del Padre [dijo en la ceremonia de la piedra angular durante la dedicación]. ¡Qué honor y qué privilegio maravilloso es dar a nuestro Padre Celestial esta Casa del Señor.»
Se dedicó 29 años después de la apertura del Templo de Lima, Perú que actualmente sirve a 118 estacas y distritos, fue dedicado en Lima por Gordon B. Hinckley en enero de 1986. Antes los miembros de Trujillo viajan de 9 a 10 horas al Templo de Lima, que puede estar excepcionalmente ocupado los sábados, ya que los miembros llegan de todas partes del país y los visitantes a veces tienen que esperar durante horas para participar en las ordenanzas.
Cuando se anunció, la Primera Presidencia declaró: «Estamos seguros de que esto va a ser una bendición para los muchos santos fieles en este y las zonas circundantes que han tenido que viajar largas distancias para disfrutar de las bendiciones del templo. Felicitamos a los Santos por su devoción y fidelidad, y estamos agradecidos por las bendiciones que vendrán a ellos a través de la construcción de este nuevo templo».
Aparte del templo también tiene su propio albergue, dentro del que hay un centro de distribución de la iglesia, comedor, sala de espera y más. Próximamente se construirá un centro de reuniones en la parte trasera del terreno. 

## Sitio y proceso de construcción del Templo
Al principio el templo iba a ser construido al lado de un centro de reuniones de la iglesia existente en la calle Teodoro Valcarcel en la Urbanización Primavera, Trujillo. Luego se anunció que el sitio del templo sería junto al cementerio Campo Eterno en la carretera que conduce de Mansiche a Huanchaco. Su palada inicial tuvo lugar el 14 de septiembre de 2011 y una representación del edificio fue presentada. La ceremonia fue presidida por el venezolano Rafael E. Pino de los Setenta. El 14 de agosto de 2014 se coloca la estatua del ángel Moroni con una duración de dos horas. 
La constructora COSAPI detalló sobre la construcción en su página oficial: «Este proyecto de 2,600 m², comprendido por dos edificaciones, una para uso de templo de un nivel y a doble altura y otra para uso de albergue de dos niveles y un sótano, dentro de un terreno de 10.5 hectáreas. Es un diseño complejo, de alto nivel de acabado»".

### Videos
- Conferencia de Prensa, casa abierta - Templo de Trujillo, Perú Video en YouTube
- Ceremonia de la primera palada - Templo de Trujillo, Perú Video en YouTube
- Ceremonia de la piedra angular - Templo de Trujillo, Perú Video en YouTube

- Datos: Q7847642